# Desafío del Dios maligno
El desafío del Dios maligno es un experimento mental que desafía las explicaciones en la que un Dios omnibenevolente debería ser más plausible que un Dios omnimalevolente. Quienes proponen este desafío sostienen que, a menos que haya una respuesta satisfactoria del problema, no hay razones para aceptar que Dios sea bueno.

## Argumento
Las publicaciones de Stephen Cahn, Peter Millican, Edward Stein, Critopher New y Charles B. Daniels exploraron la noción de un anti-Dios, un Dios omnisciente, omnipotente y omnimalevolente. El desafío del Dios maligno fue desarrollado en longitud y en varios formatos por el filósofo Stephen Law. John Zande, en 2015, extendió la idea y la desarrolló de un modo que Stephen Law consideró intrigante. El desafío demanda explicaciones acerca de por qué la creencia en un Dios bueno es significantemente más razonable que la creencia en un Dios malo. 
Como parece que las defensas y teodiceas que podrían permitir al teísta resistir el problema del mal pueden invertirse y utilizarse para defender la creencia en el ser omnimalevolente, esto sugiere que deberíamos sacar conclusiones similares sobre el éxito de estas estrategias defensivas. En consecuencia el teísta se enfrenta un dilema: aceptar que ambas respuestas (para el problema del mal y del bien) son igualmente poco convincentes, y por tanto quedar inerme frente al problema del mal; o aceptar que ambas respuestas son igualmente válidas, al considerar tan plausible la existencia de un ser omnipotente, omnisciente y omnimalevolente como la de uno omnibenevolente.

En cualquier caso, hay un punto más general que hacer sobre los argumentos que intentan mostrar que un dios maligno es una imposibilidad y que así se resuelve el desafío del dios maligno. El punto es este: incluso suponiendo que un dios maligno sea, por alguna razón X, una imposibilidad, todavía podemos hacer la pregunta hipotética: dejando de lado el hecho de que fulano establece que un dios maligno es una imposibilidad, ¿cuán razonable sería de otro modo suponer que existe un ser tan maligno? Si la respuesta es 'muy irrazonable', es decir, debido al problema del bien, entonces el desafío del dios malo aún se puede ejecutar. Todavía podemos pedir a los teístas que expliquen por qué, si de otro modo rechazarían la hipótesis del dios maligno como muy irrazonable, ¿no adoptan el mismo punto de vista con respecto a la hipótesis del dios bueno?
Stephen Law (2010). The evil-god challenge. Religious Studies, 46(3), p. 371-372

## Críticas y respuestas
William Lane Craig, Steve Wykstra, Dan Howard-Snyder y Mike Rea sugirieron que el argumento del bien, análogo al argumento del mal, hacía imposible la existencia de un Dios omnimalevolente. Craig argumentaba que un Dios omnimalevolente crearía un mundo completamente malo sin ningún bien, mientras que un Dios omnibenevolente crearía un mundo con males y bienes en proporciones razonables y realistas. Law afirma que este razonamiento está sesgado y, si la existencia de un Dios malevolente no fuera posible en virtud de los bienes observados, la existencia de un Dios benevolente tampoco sería posible, en virtud de los males observados.
Perry Hendricks, al contrario, aseguraba que, por las mismas razones que el teísmo escéptico refuta el argumento del mal contra la existencia de un Dios bueno, este también refuta el argumento del bien contra la existencia de un Dios malo, por lo que los motivos para preferir un Dios bueno tienen que ser otros.
Peter Forrest y Edward Feser afirmaron que el bien estaba intrínsecamente ligado al concepto de Dios de un modo que el mal no estaba. 
Max Andrews argumentaba que Law se basaba en una noción metafísica del mal como una realidad positiva igual y opuesta al bien. Andrews, en cambio, se basa en la teodicea agustiniana del mal como realidad negativa, es decir, del mal como ausencia del bien. Mientras que el bien se identifica con el ser, el mal se identifica con el no ser. De ese modo, así como no se puede comparar el ser con el no ser, porque el no ser no es nada,  tampoco se puede comparar el bien con el mal, porque el mal no es nada. Esta noción se fundamenta en que el bien es lo agradable y lo perfecto, que solo puede identificarse con el ser, ya que el mal, en cuanto es lo desagradable y lo imperfecto, no puede hacerlo. Comparar un Dios omnibenevolente con un Dios omnimalevolente sería como comparar manzanas con la ausencia de manzanas. Por lo tanto, Andrews concluye que la noción de un Dios malo es sencillamente incoherente.
John Zande argumentaba que el Dios maligno, identificado como un ente metafísicamente necesario y máximamente poderoso que no comparte su creación con otros espírirtus similares, no es, como proponía Andrews, máximamente egoísta, odioso, vengativo u hostil, sino que es intensamente pragmático y completamente observante de sus necesidades, promoviendo, defendiendo e incluso admirando a la vida en su naturaleza egoísta. Más que traer sus pensamientos a una existencia de corta duración en una hoguera furiosamente caliente, trae sus pensamientos a una segura y creativa existencia en un mercado rentable a la larga. Este creador sencillamente es, en última instancia, un Dios que tiende a maximizar su propio placer a lo largo del tiempo.